# Bornes armoriées de la forêt d'Halatte
Les bornes armoriées de la forêt d’Halatte sont des bornes de pierre destinées à délimiter des parcelles forestières. Elles ont été mises en place en 1540, par le connétable Anne de Montmorency sur le Mont Alta, en forêt d’Halatte, au nord de Senlis (Oise) et comportent les armoiries des propriétaires des parcelles délimitées.
La forêt joue un rôle économique important au Moyen Âge et à la Renaissance, et les limitations des bois n’étant souvent pas marquées, les différends entre voisins sont nombreux. À la suite de problèmes rencontrés en forêt de Chantilly, le connétable de France Anne de Montmorency mène une vaste campagne de bornage de ses bois en Chantilly et en Halatte de 1538 à 1546. Les remaniements seront nombreux en forêt de Chantilly et les bornes souvent déplacées. En revanche, en forêt d’Halatte, peu d’évènements vont perturber le bornage du connétable de Montmorency, et, après la Révolution française et la création de la forêt domaniale, les bornes, sans usage, sont oubliées.
Ce sont des bornes en liais d’une hauteur de 55 à 110 cm, implantées originellement sur le talus qui sépare les parcelles forestières. On trouve différentes formes qui évoquent la participation de plusieurs ateliers de tailleurs. Elles présentent sur chacune de leurs faces les armoiries des propriétaires des bois, soit 10 armoiries différentes, remarquablement bien conservées. Le dessus des bornes, fait unique en France, dessine le tracé de la parcelle.
Il reste aujourd’hui 57 bornes, aux emplacement d’origine, sur les 60 mises en place en 1540. Un recensement a été mené en 2021, et une opération de redressement et réimplantation de 21 d’entre elles en 2023. Elles ont été inscrites au titre des monuments historique le 4 décembre 2024. L’office de Tourisme Chantilly-Senlis propose des circuits de découverte de ces bornes sur son site.

## Historique

### Importance du bornage des parcelles forestières
La forêt joue un rôle vital dans l’économie du Moyen Âge et de la Renaissance car elle est source d’approvisionnement de matériaux de construction, de produits de combustion pour le chauffage et la cuisson, et de nourriture pour l’homme et pour les animaux domestiques. La division fréquente des forêts entre plusieurs propriétaires et l’absence de délimitations exactes, est à l’origine de nombreuses contestations. C’est souvent à l’occasion d’une vente ou à la suite d’un empiètement et d’un différend entre voisins que l’on va procéder à l’arpentage et à la délimitation des bois en litige, et éventuellement la pose de bornes.

### Les premières bornes armoriées enforêt de Chantilly
Le connétable de France Anne de Montmorency (1493-1567) est le propriétaire du château de Chantilly et d'une partie de la forêt et il a la volonté d'étendre son domaine forestier et surtout son terrain de chasse.
Un conflit existe déjà depuis de très nombreuses années avec le prieuré de Saint-Nicolas d’Acy concernant la délimitation et la propriété des droits du bois des Huit-Cents. Le 3 mars 1537, un procès-verbal atteste de la pose de 38 bornes. Mais cela ne suffit pas. Le différend n’est vraiment résolu que par la transaction qui est passée le 20 novembre 1537 et qui prévoit la pose de nouvelles bornes avec les armoiries du connétable et du prieuré, pour arriver à un total de 54 bornes (procès-verbal du 2 mars 1538).
C’est à partir de 1538 et jusqu’en 1546, afin d’éviter de nouveaux litiges et procès, que Anne de Montmorency va mener une grande campagne de bornage de ses bois en forêt de Chantilly et en forêt d'Halatte avec des bornes armoriées.
Après les Montmorency, les princes de Condé poursuivent l’extension du domaine de Chantilly par le rachat progressif de nouvelles parcelles. Les bornes deviennent inutiles. Elles sont détruites, enterrées, volées à l’époque moderne, ou le plus souvent replacées à un carrefour ou le long d’une route nouvelle, dans un but décoratif ou de préservation.
Au XIXe siècle, le duc d’Aumale, héritier du domaine de Chantilly, fait prélever huit bornes dans la forêt pour accompagner la statue équestre du connétable Anne de Montmorency qu’il fait élever sur la terrasse du château nouvellement reconstruit (1887). Au XXème siècle, d’autres bornes sont transplantées dans le parc du château dans un but de conservation. Malgré ces vicissitudes, on rencontre encore nombre de ces bornes en place dans la forêt de Chantilly.

### Les bornes armoriées en forêt d’Halatte

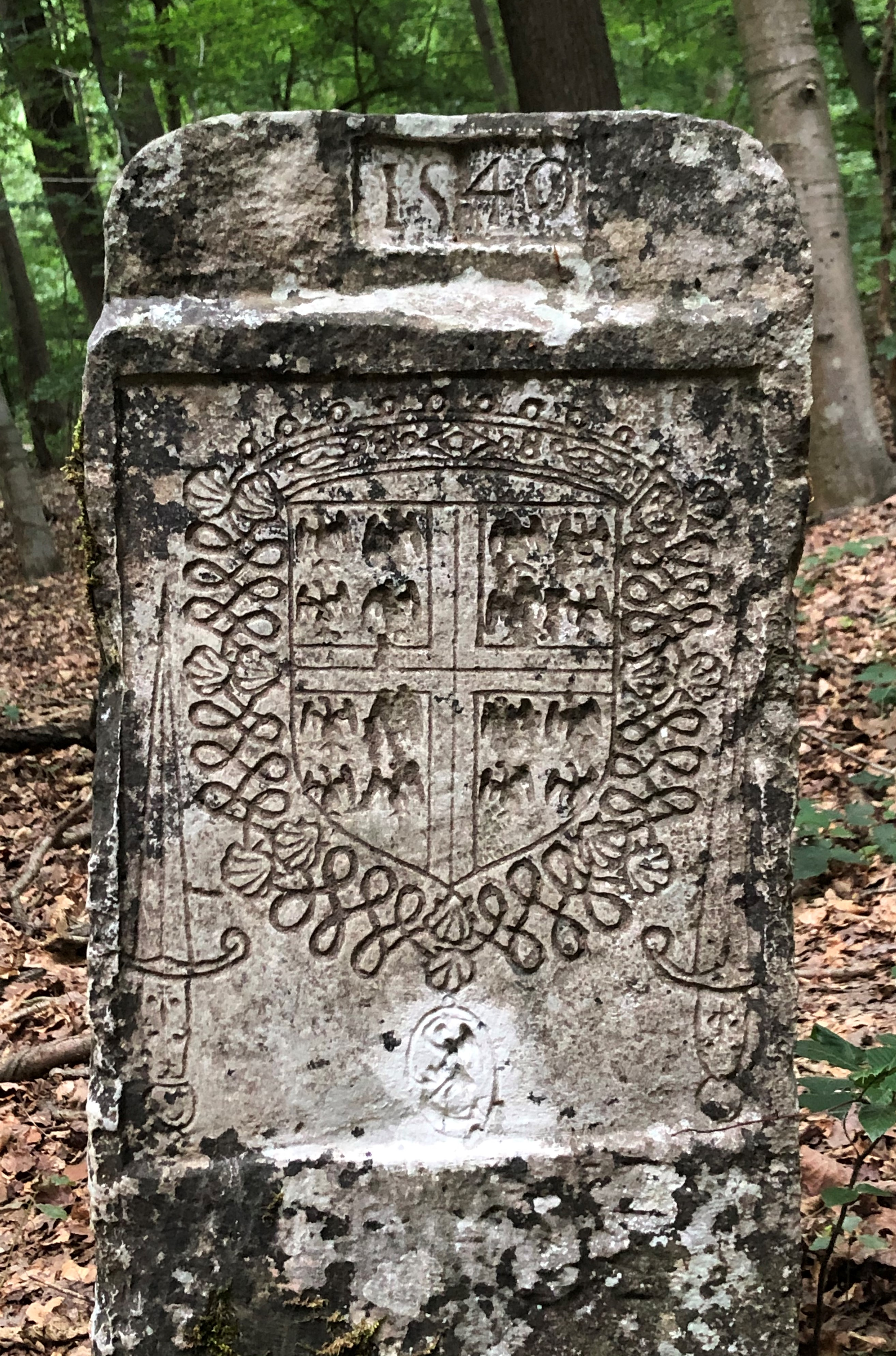
Borne aux armes du connétable Anne de Montmorency et gravée 1540

Concernant la forêt d’Halatte, le connétable Anne de Montmorency possède, sur le Mont Alta, deux bois entrés en possession des Montmorency en 1496. Il les inclut dans sa campagne de bornage en 1540. Il s'agit du Bois de la Livrée qui sera borné de 17 bornes (procès-verbal du 12 juin 1540) et le Bois de Fosses avec 30 bornes posées la même année (procès-verbal du 4 décembre 1540).
Le chapitre de Saint-Rieul de Senlis possède 3 parcelles de bois en forêt d’Halatte dont une qui jouxte le Bois de la Livrée et qui prendra plus tard le nom de Bois de la Borne Morel. Le chapitre profite du bornage commencé par le connétable pour finir de borner cette parcelle par 13 bornes complémentaires.
En 1553 le différend avec le prieuré de Saint-Nicolas d'Acy en forêt de Chantilly n'est toujours pas soldé et le connétable cède ses deux bois de la forêt d’Halatte au prieuré de Saint-Nicolas d'Acy, accompagnés d'autres biens, en échange de tous les droits que le prieuré détient encore en forêt de Chantilly. Dès lors ces deux bois seront appelés bois de Saint Nicolas. Malgré cela les armoiries du connétable sont restées intacts sur ces bornes,.

### Après le connétableAnne de Montmorency
Trois événements en forêt d’Halatte vont avoir un impact sur ce bornage armorié.
- Le partage des bois en gruerie.

L’édit de mars 1619 pour toute la France ne sera appliquée en forêt d’Halatte qu'en 1638. Les propriétaires doivent donner au roi le pourcentage de leur parcelle correspondant à la gruerie, taxe qu'il payent sur la vente de leurs coupes de bois. Ce partage des bois en gruerie va entraîner le redécoupage de certaines parcelles et la disparition de 3 bornes.
- Le tracé des nouvelles routes forestières pour les besoins de la chasse au XVIIème et XVIIIème siècle.

Certaines bornes ont probablement servi de repères pour le tracé de ses routes, car elles ont été arrachées et posées sur le côté de la nouvelle route ou mal repositionnées.
- La Révolution française.

Avec l’expropriation de tous les propriétaires, établissements religieux et particuliers, et la création d'une seule et unique forêt domaniale, les bornes deviennent inutiles et, restés en place, sont oubliées.

## Descriptif
Ces parcelles forestières étaient délimitées par un fossé et le talus constitué des déblais du fossé. On peut encore les voir sur certains tronçons du bornage. Les bornes mises en place en 1540 ont été positionnées sur le talus. Certaines bornes, en particulier sur le flanc du Mont Alta, ont été penchées ou renversée par l’érosion, et sont tombées dans le fossé, où elles ont pu être partiellement ou totalement enfouies.

### Matériau
Le matériau utilisé est un calcaire blanc et dur, résistant au temps et à l'érosion, identique au liais des carrières de Saint-Maximin. La hauteur des bornes varie de 55 à 110 cm, avec une hauteur moyenne à 80 cm. La partie visible ne fait qu’une seule pièce avec la partie enterrée, grossièrement taillée, d'environ 50 cm. L'épaisseur des bornes varie de 25 à 40 cm, la largeur de 30 à 55 cm suivant la forme.

### Forme
On trouve 2 types de bornes.

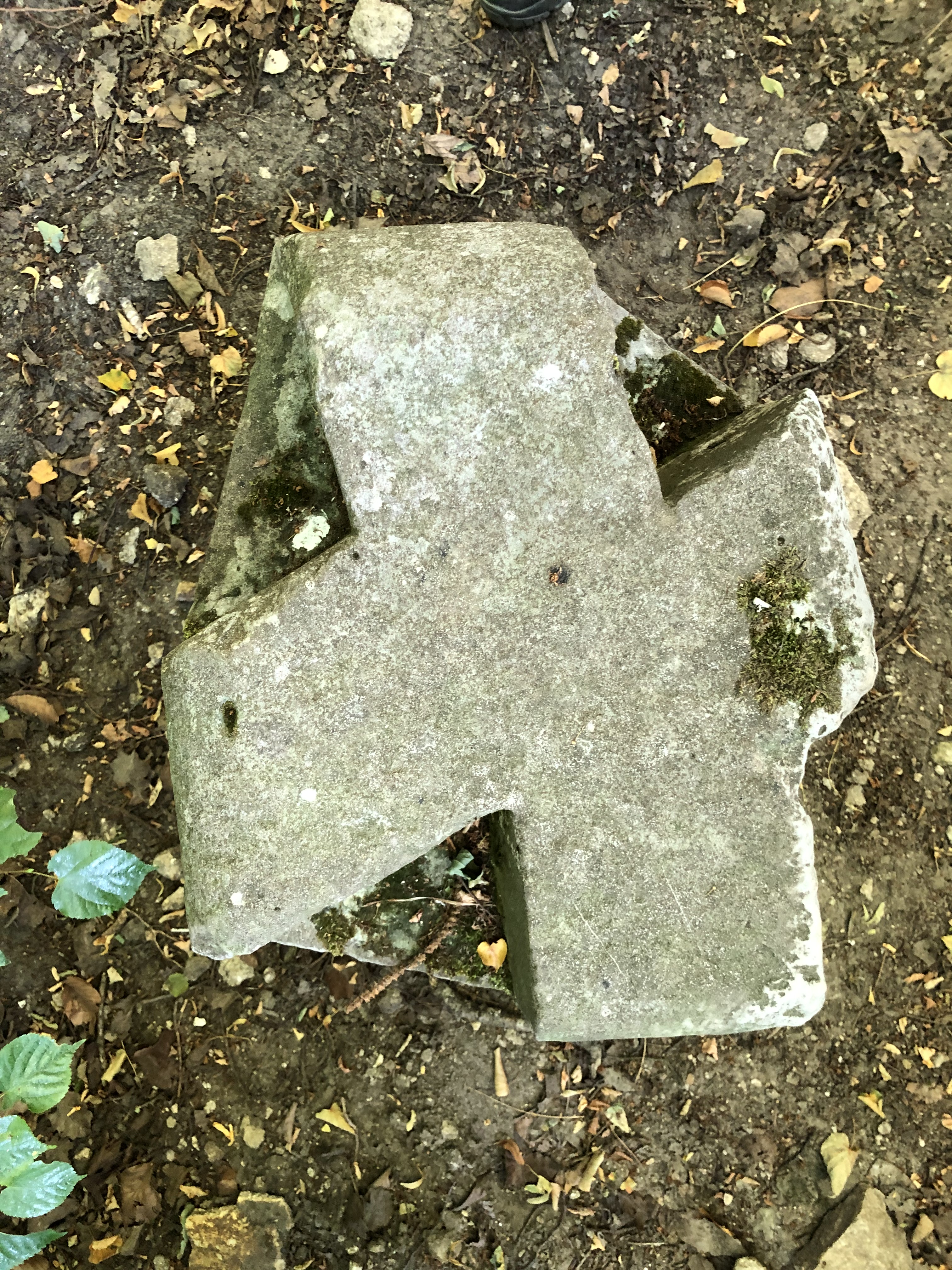
Dessus de borne quadripartite

- Les bornes entre deux parcelles :

Section rectangulaire, présentant 2 faces, chacune avec des armoiries correspondant au propriétaire de la parcelle que la face regarde. La forme de l'élévation peut être très variable d'une borne à l'autre du fait de la participation probable de plusieurs ateliers de tailleurs.
- Les bornes à l’intersection de 3 parcelles (une borne à l’intersection de 4 parcelles) :

Forme polygonale plus ou moins irrégulière, présentant au regard de chaque parcelle une face permettant de graver les armoiries du propriétaire.
La partie supérieure de la borne, au-dessus des armoiries, regardée à la verticale indique le tracé de la limite de propriété, avec parfois une inflexion ou un angle quand on est entre 2 parcelles. Et quand on est à la jonction de 3 ou 4 parcelles le dessus de la borne indique en relief la séparation de ces parcelles.

### Gravure

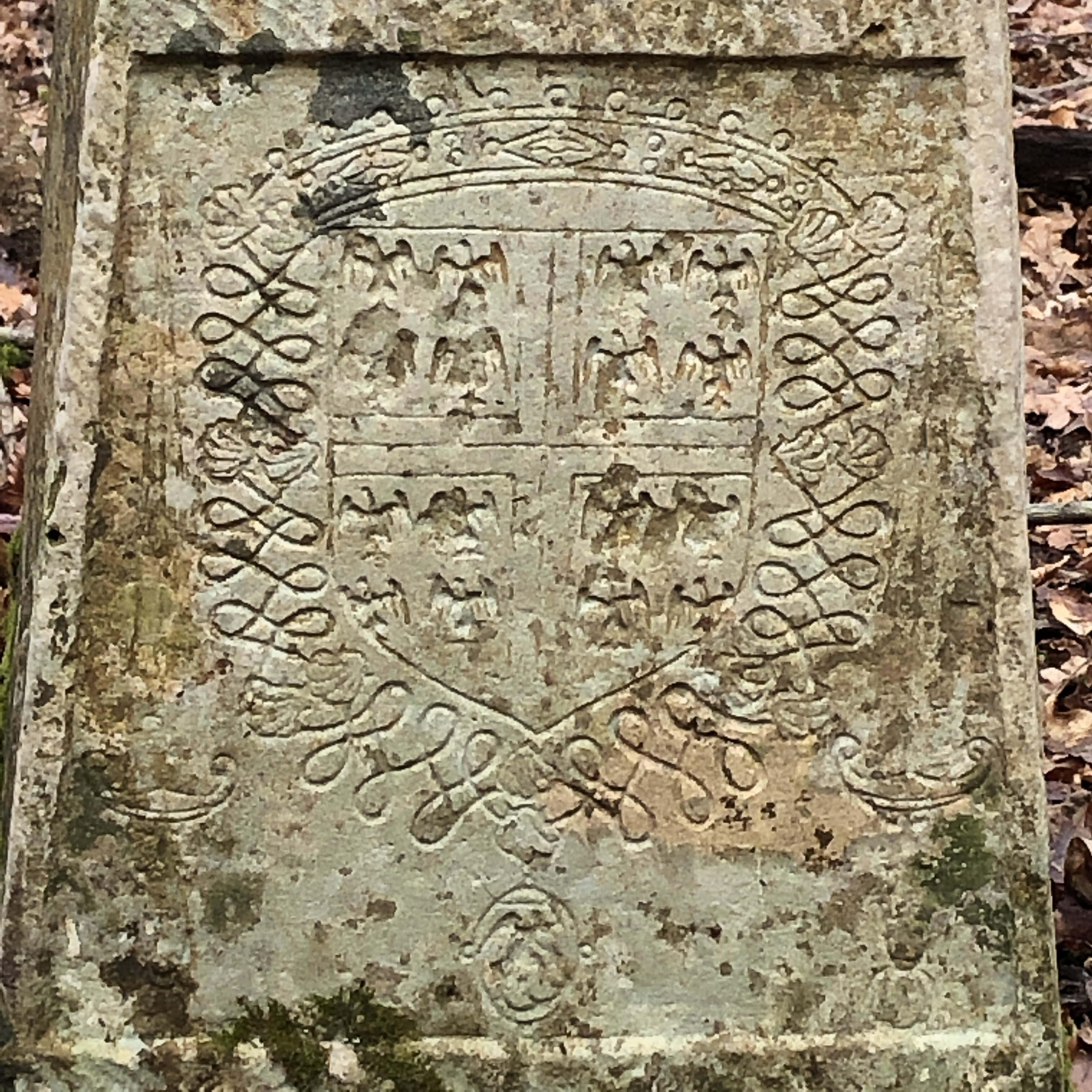
Armoiries du connétable Anne de Montmorency

Les bornes présentent 10 armoiries différentes. Celles du connétable sont strictement identiques. Pour les autres propriétaires, on observe des variantes liées probablement à la participation de plusieurs ateliers de graveurs. Toutes les bornes portent la date de 1540.

## Situation actuelle
Un inventaire complet de ces bornes, avec photos, coordonnées et dimensions a été publié en 2021 dans les Comptes rendus et mémoires de la Société d'histoire et d'archéologie de Senlis, années 2018-2020.

Une opération de redressage et remise en place de 21 bornes sur les 57 existant encore aujourd’hui, a été réalisée en novembre 2023, initiée et coordonnée par Jean-Marc CHALOT, sous l’égide de la Société d'histoire et d'archéologie de Senlis et financée par le Rotary Club de Senlis,.
Des circuits de découverte de ces bornes armoriées sont proposés par Jean-Marc Chalot sur le site de l'Office de Tourisme Chantilly-Senlis.
L’inscription au titre des monuments historiques a été obtenue le 4 décembre 2024.

## Galerie de photos

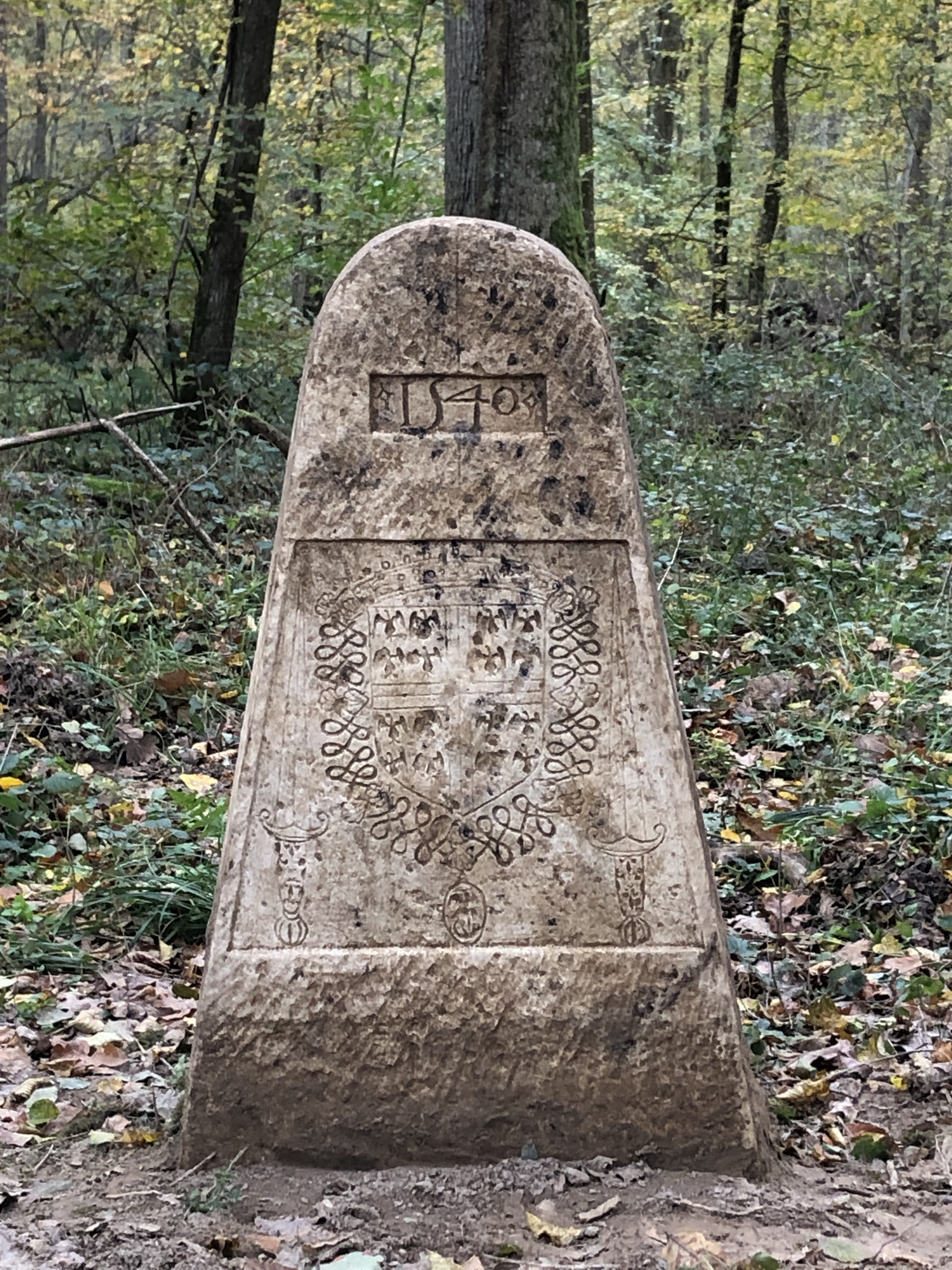
Armoiries du connétable Anne de Montmorency

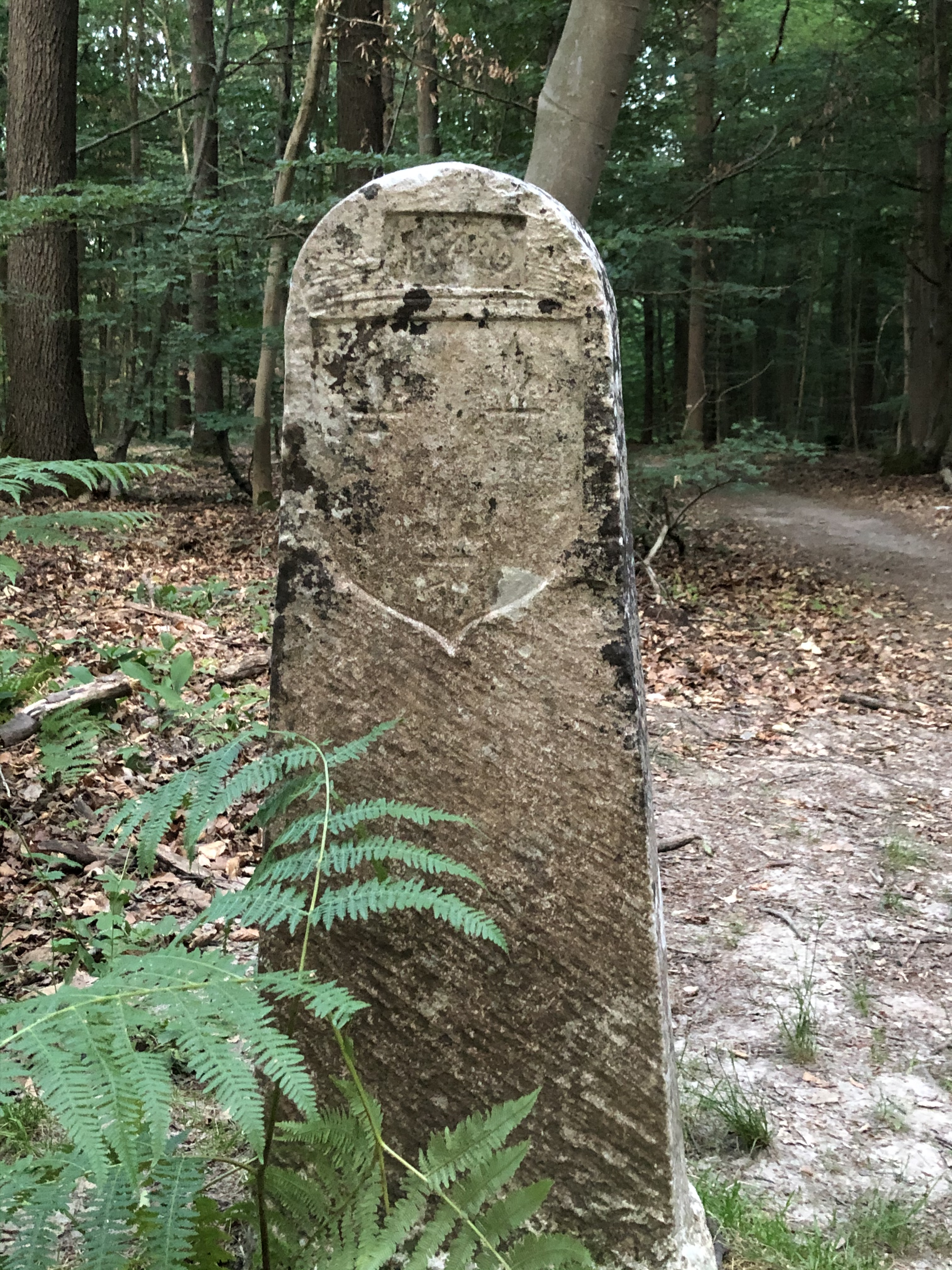
Armoiries du roi de France

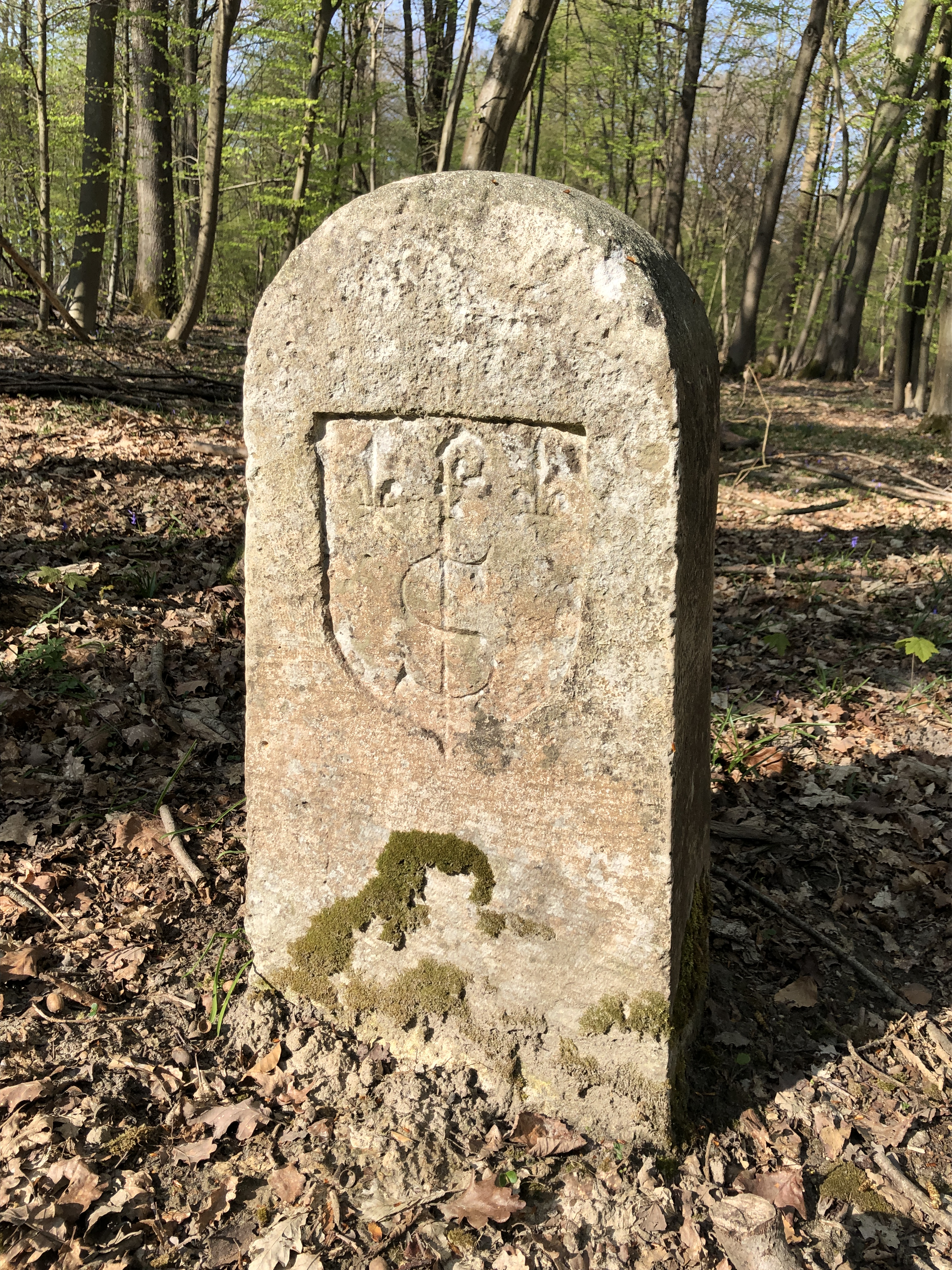
Armoiries de l'évêché de Senlis

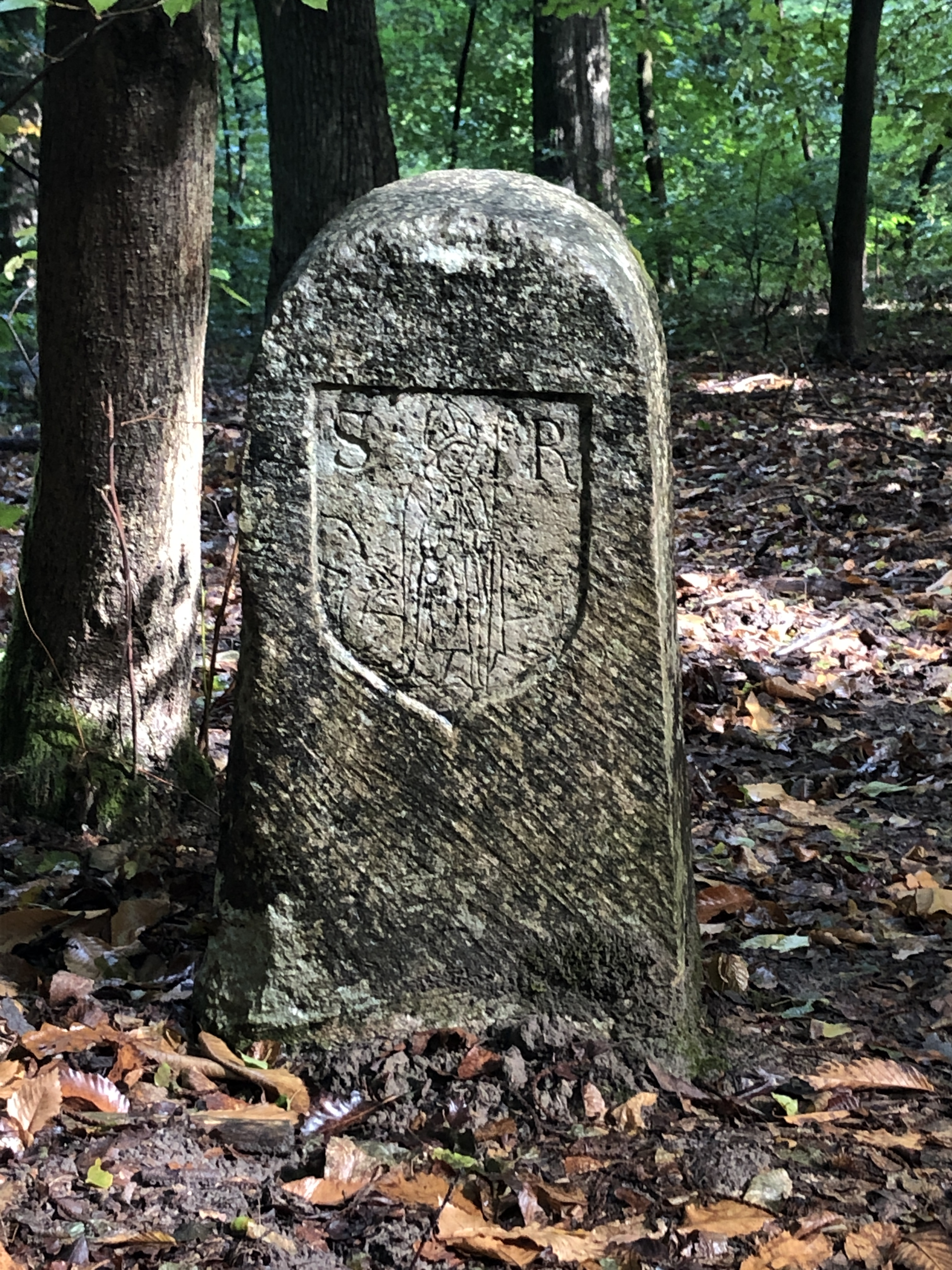
Armoiries du chapitre de Saint-Rieul de Senlis

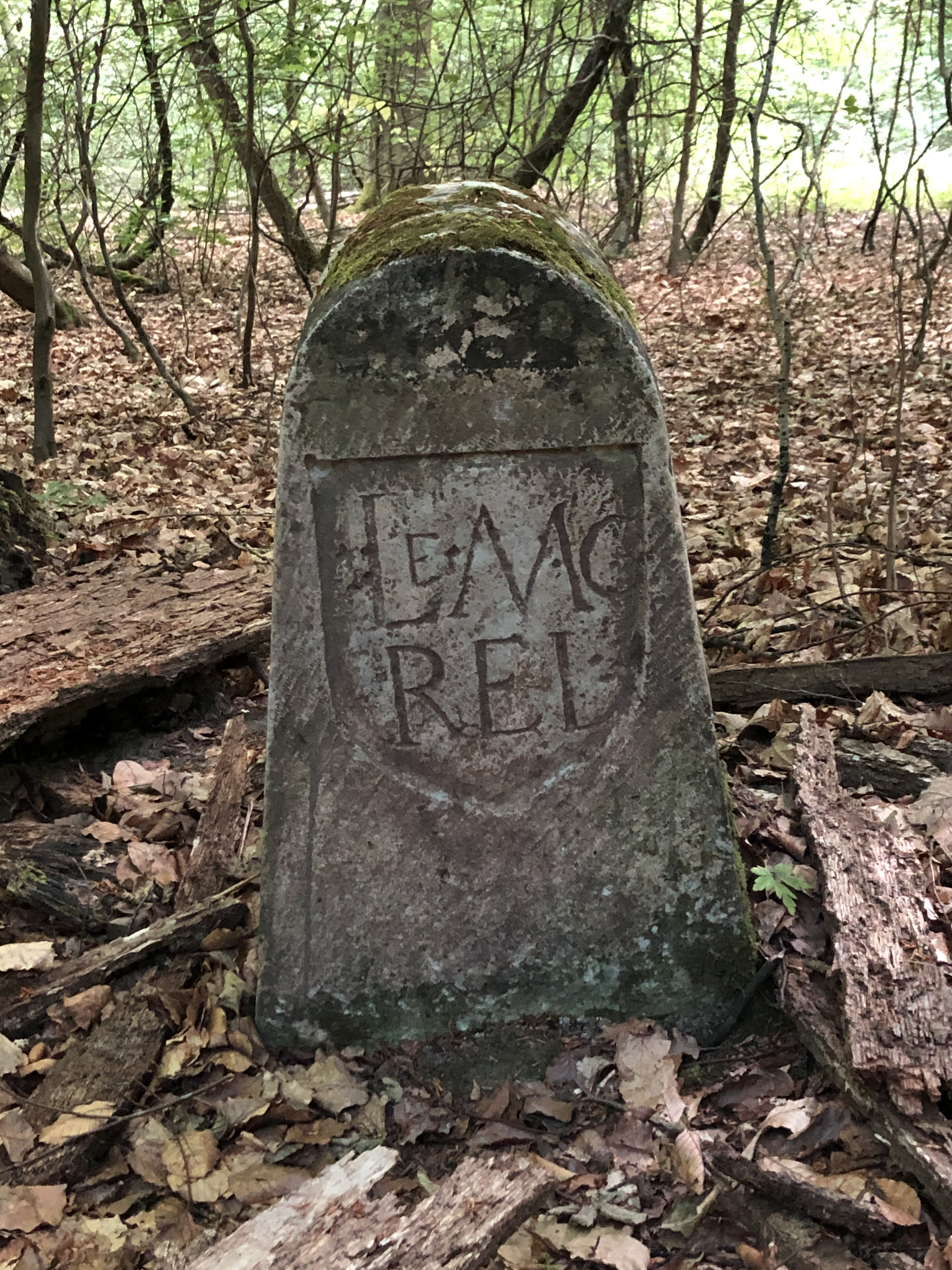
Lieutenant du bailliage de Senlis

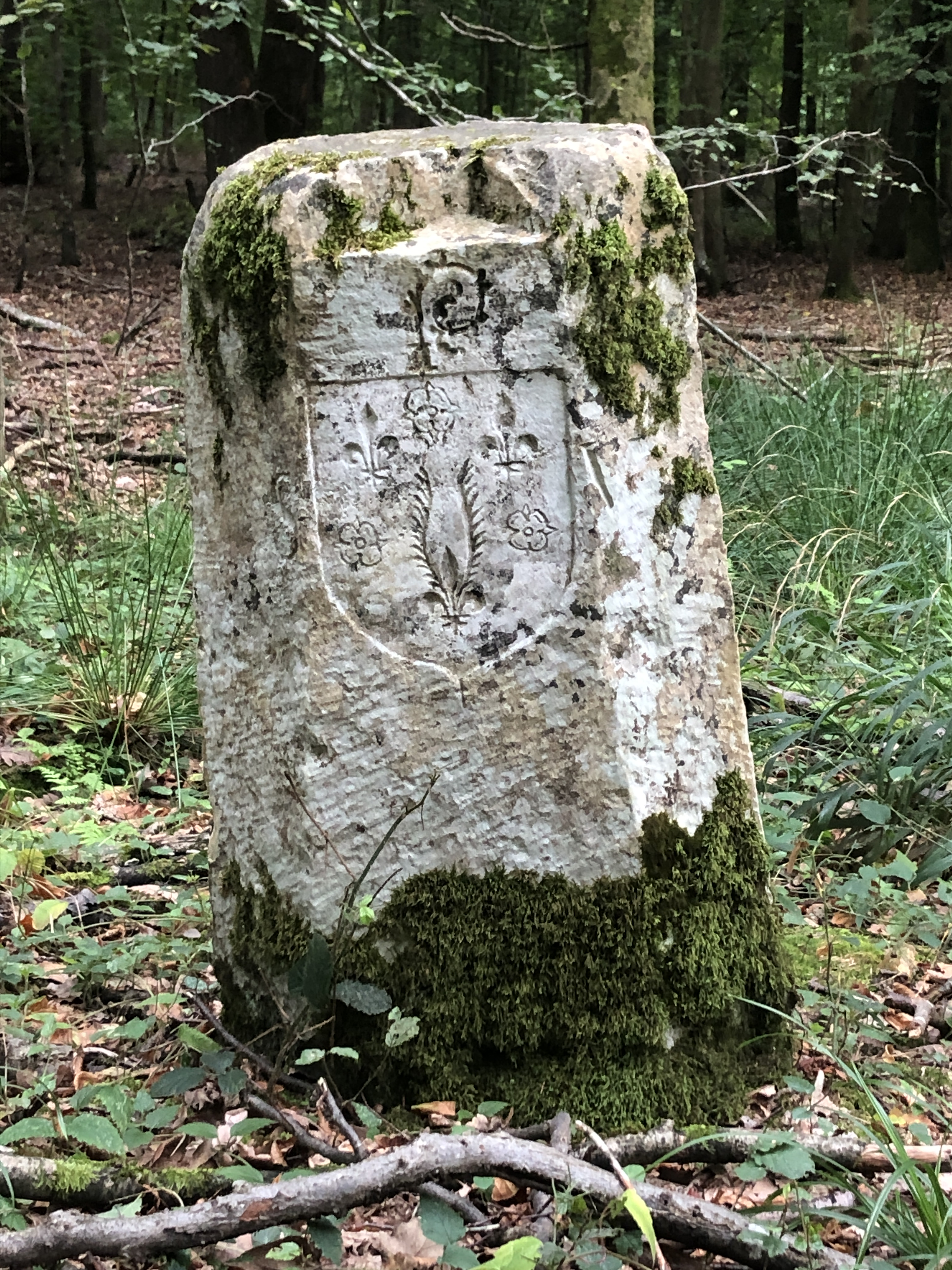
Armoiries de l'abbaye Saint-Vincent de Senlis

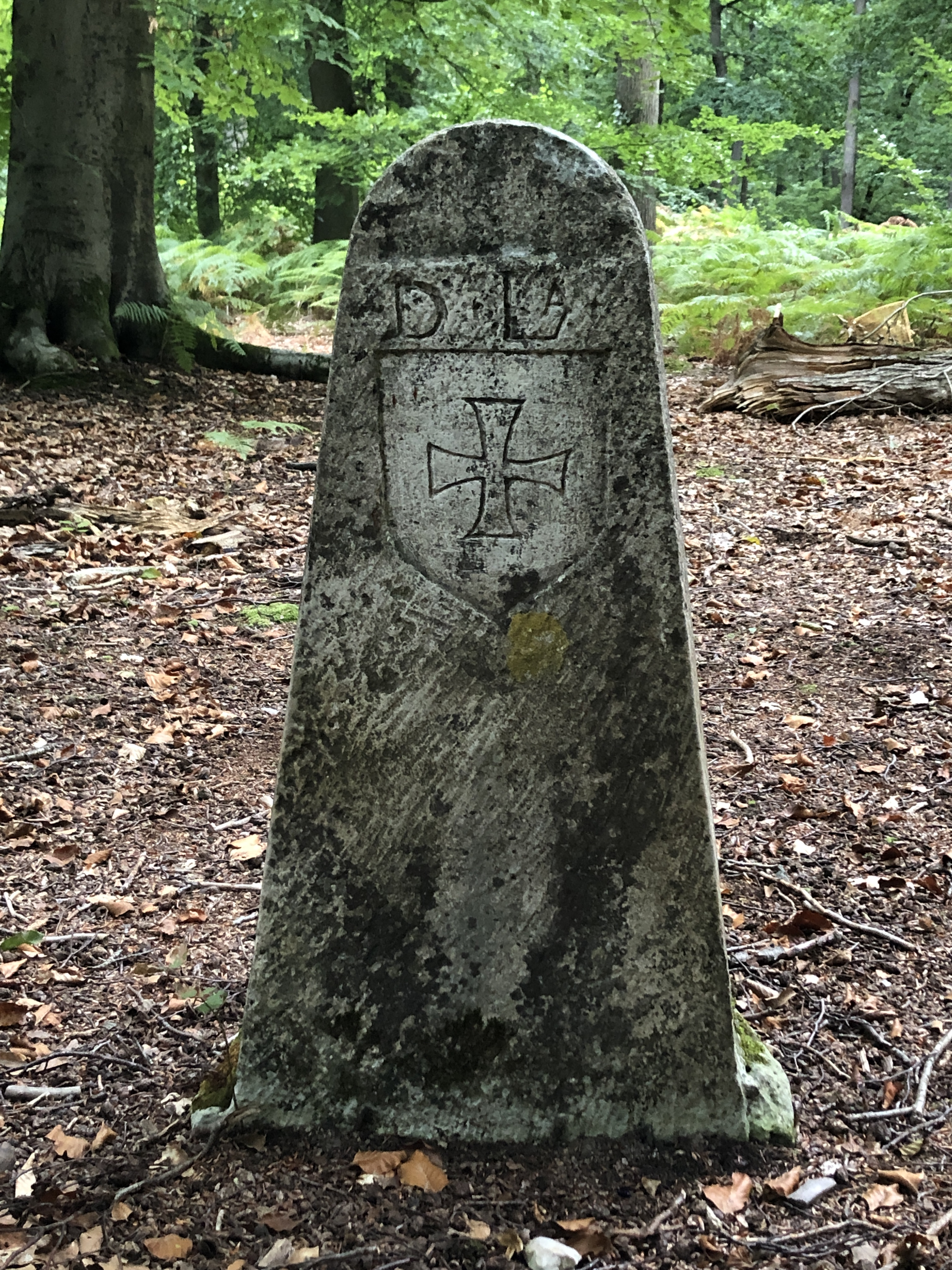
Armoiries de la commanderie de Laigneville

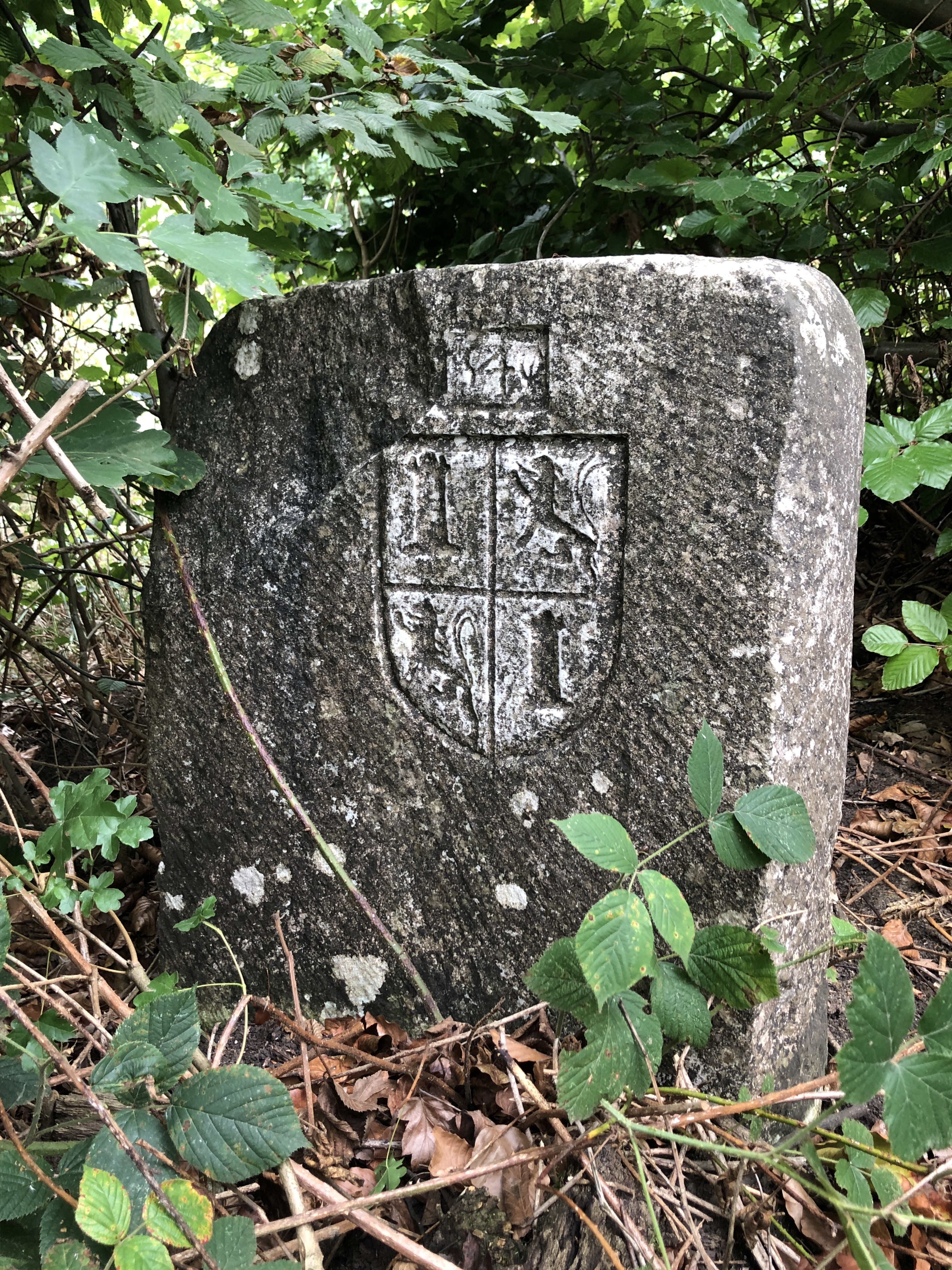
Armoiries de la famille Romain

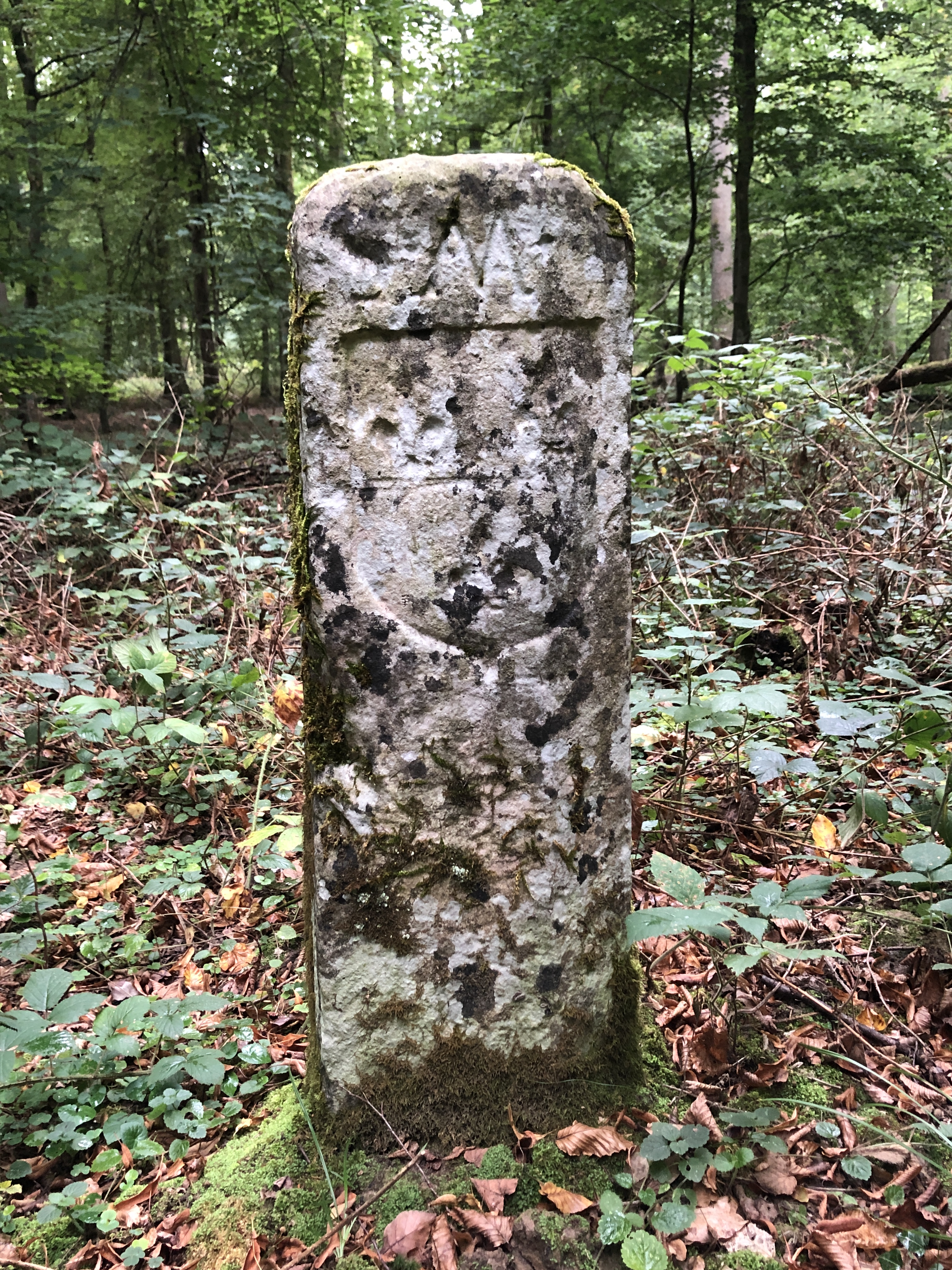
Armoiries du prieuré Saint-Maurice de Senlis

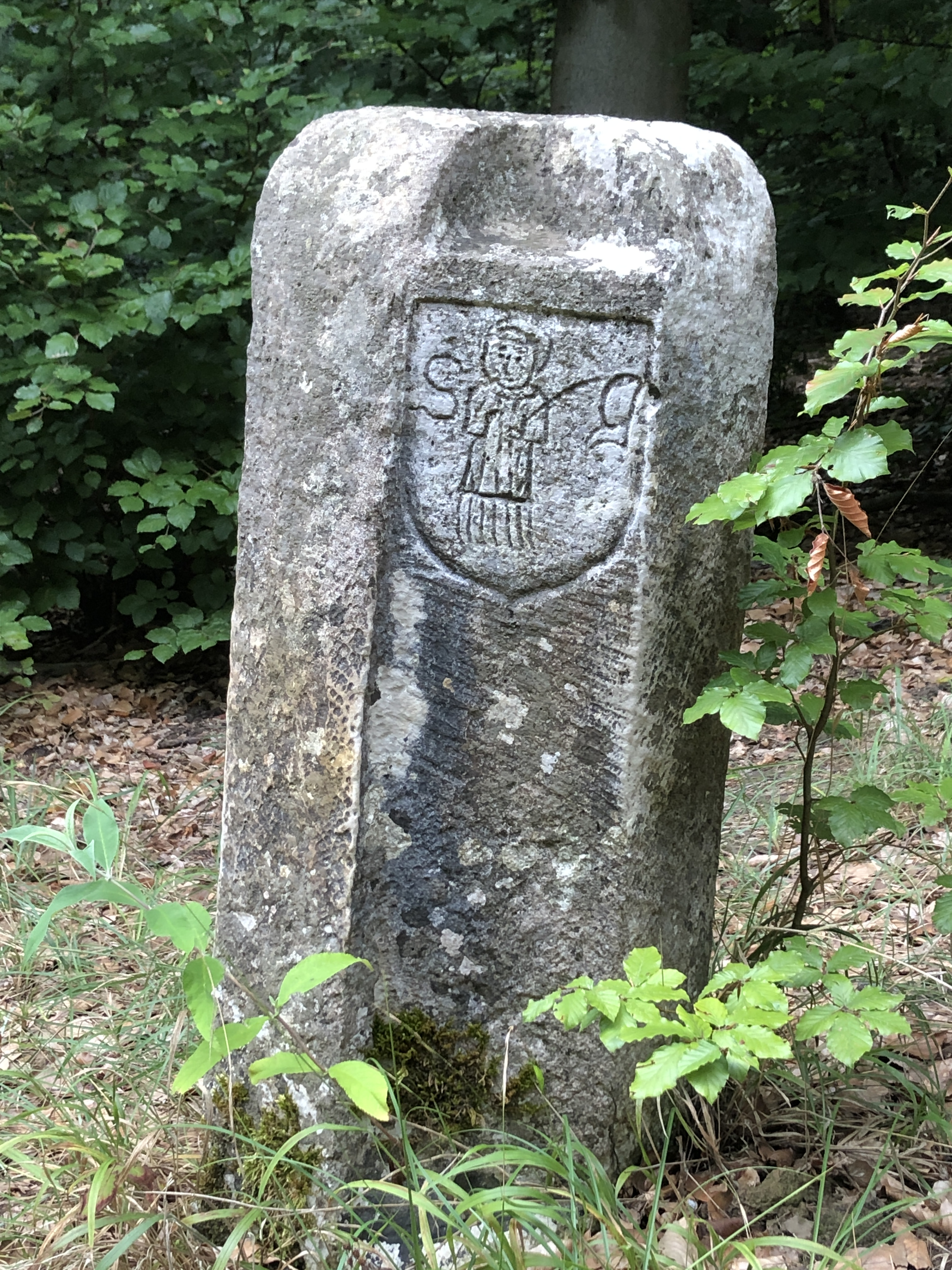
Fabrique de Saint-Gervais d'Aumont-en-Halatte